# محسن العلفي
محسن محمد العلفي من مواليد محافظة صنعاء، سياسي وبرلماني ووزير يمني سابق. شغل عدة مناصب رفيعة آخرها نائب رئيس مجلس الشورى (وهو الغرفة الثانية للبرلمان اليمني). في أغسطس 2019 استبدلته حكومة صنعاء بنائب آخر من «حركة أنصار الله الحوثية». فيما قام الرئيس عبد ربه منصور هادي منتصف يناير 2021 بتعيين هيئة رئاسة جديدة للمجلس مقرها المؤقت في عدن.

## المناصب السابقة التي تقلدها
- رئيس اللجنة العليا للانتخابات (21 يوليو 1993 - نوفمبر 1997).
- وزير الأوقاف والإرشاد في حكومة العطاس (24 مايو 1990- 21 يوليو 1993).
- وزير للعدل في الجمهورية العربية اليمنية.
- نائب عام الجمهورية العربية اليمنية.
- وزير الداخلية في الجمهورية العربية اليمنية.
- ترأس في يونيو 2007 لجنة الإشراف على تثبيت اتفاق وقف إطلاق النار أثناء الحرب بين الدولة والحوثيين في ذلك الوقت، والتي شكلها الرئيس علي عبد الله صالح من قيادات الأحزاب السياسية وأعضاء في مجلس النواب وكان من ضمن أعضائها 3 قطريين، كون قطر كانت قد تدخلت للوساطة لوقف الحرب بين الدولة والحوثيين.